# Tyler Oakley
Mathew Tyler Oakley, född 22 mars 1989 i Michigan, är en amerikansk videomakare, radioproducent, författare och förespråkare för HBTQ-ungdomars rättigheter.
Tyler Oakley startade sin YouTube-Kanal den 18 september 2007 och hans första video hade över 400 000 visningar på Youtube (3 januari 2016). Han är en före detta medlem av samarbetskanalen 5AwesomeGays, där han lade upp en video varje fredag i tre år. Hans sista video på den kanalen hette "[05/20] The Final Friday" och laddades upp den 20 maj 2011. Enligt SocialBlades kanalbetygssystem har hans kanal betyget B+, vilket är det näst högsta en Youtube-kanal kan få. Oakley har över åtta miljoner prenumeranter på sin Youtube-kanal.
Tayler Oakley fick utmärkelsen publikens val som årets underhållare 2014 på webbproduktionsgalan Streamy Awards  och samma år blev han utsedd till ICONS för sin HBTQ-aktivism.